# Daria Werbowy
Daria Werbowy (Cracovia, Polonia, 19 de noviembre de 1983) es una supermodelo canadiense nacida en Polonia. Ha trabajado para grandes diseñadores de moda como Prada, Givenchy y Versace.

## Biografía
Nació en la ciudad de Cracovia, Polonia aunque su ascendencia es ucraniana. A los tres años su familia se traslada a Mississauga, una ciudad en el área de Toronto de Ontario, Canadá. Daria tiene un hermano llamado Orest y hermana Oksana. Asistió a la Escuela primaria de Santa Sofía Católica ucraniana y a la secundaria Cawthra Park School como estudiante de artes visuales. 
Daria es una ávida marinero y pasó tres meses en 2008 navegando a través del Océano Atlántico y el Mar Mediterráneo. En 2011, se embarcó en una expedición de dos meses a desde Guatemala, viajando por América Central hasta Costa Rica.

## Carrera profesional
Werbowy nunca había considerado seriamente ser modelo, pero se decidió después de conocer a la madre de un compañero de escuela que dirigía Susan J. Model & Talent Management de Toronto. A los 14 años, Werbowy ganó un concurso de modelaje nacional.
Luego sería reclutada por la prestigiosa agencia de modelos Elite. Werbowy vivió en Londres y Grecia, donde no encontró mucho trabajo. Su primera temporada de pista fue interrumpido y sus reservas canceladas después de los ataques del 9/11 en Nueva York.  
Su acelerada carrera como modelo se debe a su aspecto físico que mezcla la belleza de la Europa Oriental con la personalidad del mundo occidental, además de su metro con ochenta y un centímetros de altura y sus ojos azules. Su elegancia y mirada felina son su arma mortal. 
En 2003, Daria consigue tres portadas de la revista Vogue Italia.
Actualmente podemos verla en el nuevo spot publicitario para la colección de verano de H&M de la mano del famoso diseñador Matthew Williamson.
Desfiló para Marc Jacobs y en sólo 2 años consiguió realizar más de 60 desfiles por temporada. En 2004 firmó contrato con Lancôme, y pasó a convertirse en su imagen mundial.
Werbowy fue fotografiada junto a Lara Stone y Isabeli Fontana en la edición 2009 del Calendario Pirelli fotografiada por Peter Beard y también apareció en la edición de 2011 fotografiada por Karl Lagerfeld.
Daria protagonizó la campaña primavera 2014 para la prestigiosa casa de modas Balenciaga. Esta campaña fue fotografiada por Steven Klein en un estudio de Nueva York.
Dentro de las marcas de moda para las que ha trabajado se cuentan Prada, Yves Saint Laurent, Versace, Marc Jacobs, Louis Vuitton, Gucci, Givenchy, Belstaff, Lancôme, Ralph Lauren, Christian Dior y Chanel. Actualmente trabaja para la agencia IMG.